# Ziliz
Ziliz ist eine ungarische Gemeinde im Kreis Edelény im Komitat Borsod-Abaúj-Zemplén.

## Geografische Lage
Ziliz liegt in Nordungarn, 16,5 Kilometer nördlich von Miskolc, an dem Fluss Hangács-patak. Nachbargemeinden sind Boldva, Borsodszirák und Nyomár.

## Sehenswürdigkeiten
- Reformierte Kirche, erbaut 1804–1805, umgebaut 1926
- 1000-jährige Eiche
- Weltkriegsdenkmal (Világháborús emlékmű)

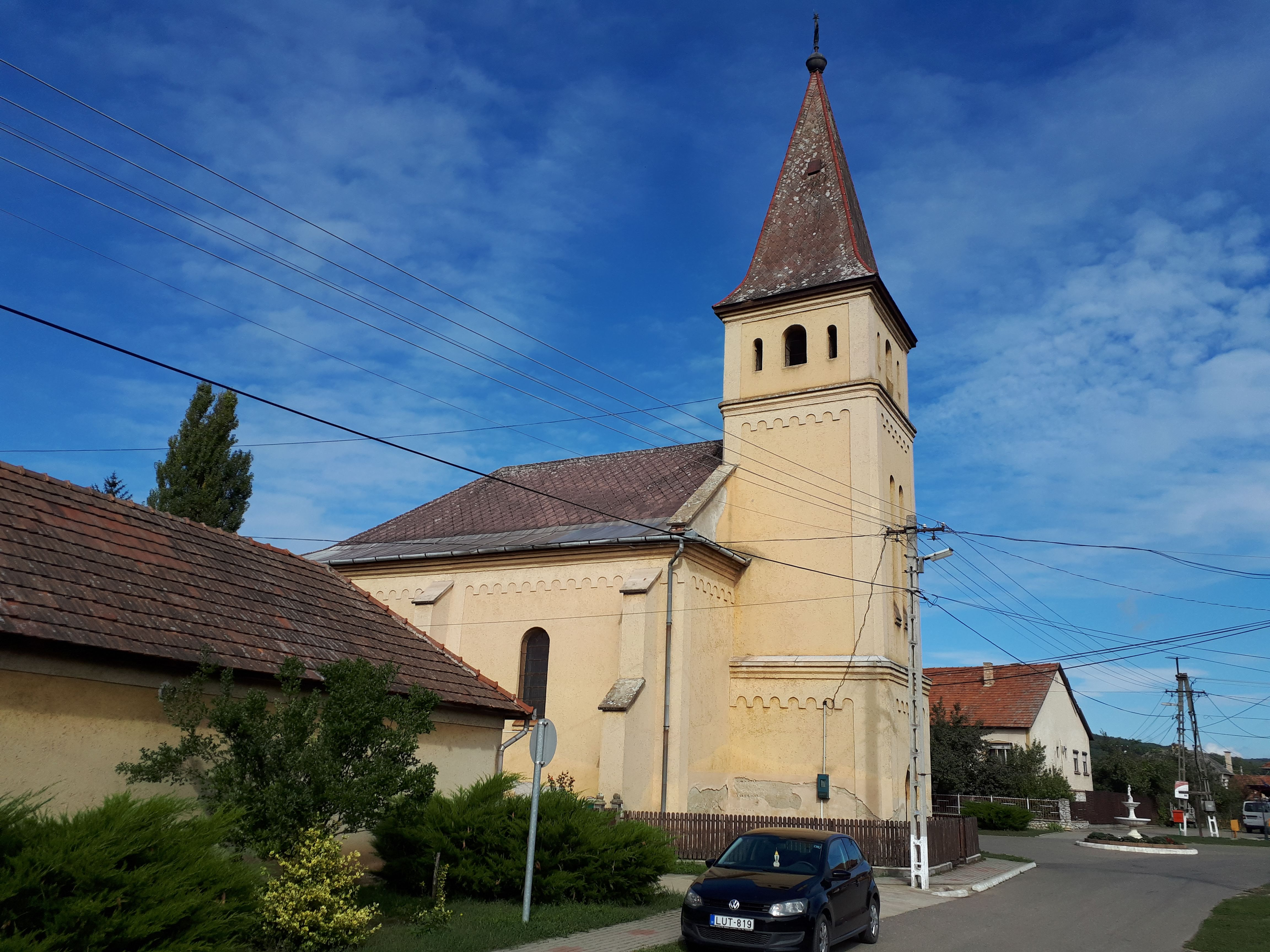
Reformierte Kirche in Ziliz